# 簗川村
簗川村（やながわむら）は、昭和30年（1955年）まで岩手県岩手郡の南東部に存在していた村。現在の盛岡市簗川・砂子沢・川目・根田茂にあたる。

## 沿革
- 明治22年（1889年）4月1日 - 町村制施行にともない、簗川村・砂子沢村・川目村・根田茂村の計4か村が合併して新制の南岩手郡簗川村が発足。
- 1897年（明治30年）4月1日 - 郡の統合により南岩手郡と北岩手郡が合併し、岩手郡が復活[1]。岩手郡簗川村となる。
- 昭和30年（1955年）2月1日 - 盛岡市に編入される。

## 行政
- 歴代村長

| 代 | 氏名         | 就任                       | 退任                       | 備考 |
| -- | ------------ | -------------------------- | -------------------------- | ---- |
| 1  | 大坪瀬左ェ門 | 明治22年（1889年）6月18日  | 明治23年（1890年）8月15日  |      |
| 2  | 大坪半左ェ門 | 明治23年（1890年）9月24日  | 明治27年（1894年）9月23日  |      |
| 3  | 内堀頼清     | 明治27年（1894年）9月25日  | 明治34年（1901年）3月18日  |      |
| 4  | 大坪瀬左ェ門 | 明治34年（1901年）3月27日  | 明治35年（1902年）3月30    | 再任 |
| 5  | 川村重次郎   | 明治35年（1902年）5月30日  | 明治36年（1903年）10月26日 |      |
| 6  | 三浦義定     | 明治36年（1903年）10月27日 | 明治37年（1904年）9月27日  |      |
| 7  | 三浦義好     | 明治37年（1904年）12月18日 | 明治39年（1906年）2月19日  |      |
| 8  | 川村重次郎   | 明治39年（1906年）3月29日  | 明治41年（1908年）4月29日  | 再任 |
| 9  | 三浦義定     | 明治41年（1908年）10月23日 | 明治44年（1911年）8月6日   | 再任 |
| 10 | 根田常次郎   | 明治44年（1911年）9月19日  | 大正6年（1917年）12月9日   |      |
| 11 | 大坪義太郎   | 大正7年（1918年）1月8日    | 昭和4年（1929年）6月14日   |      |
| 12 | 菊地治平     | 昭和5年（1930年）2月4日    | 昭和9年（1934年）2月3日    |      |
| 13 | 吉田忠太郎   | 昭和11年（1936年）3月2日   | 昭和15年（1940年）3月1日   |      |
| 14 | 大坪義太郎   | 昭和15年（1940年）3月2日   | 昭和22年（1947年）1月2日   | 再任 |
| 15 | 三浦忠夫     | 昭和22年（1947年）4月6日   | 昭和30年（1955年）1月31日  |      |